# يوين كين مان
يوين كين مان (بالصينية: 阮健文) هو مدرب كرة قدم ولاعب كرة قدم صيني في مركز الوسط، ولد في 19 يناير 1989 في هونغ كونغ في الصين. شارك مع منتخب هونغ كونغ تحت 23 سنة لكرة القدم ومنتخب هونغ كونغ لكرة القدم. أما مع النوادي، فقد لعب مع Happy Valley AA ‏.